# Cyclosorus striatus
Cyclosorus striatus là một loài dương xỉ thuộc họ Thelypteridaceae. Loài này được Heinrich Christian Friedrich Schumacher mô tả khoa học đầu tiên năm 1827.